# Margaritopsis carrascoana
Margaritopsis carrascoana är en måreväxtart som först beskrevs av Piero G. Delprete och E.B.Souza, och fick sitt nu gällande namn av Charlotte M. Taylor och E.B.Souza. Margaritopsis carrascoana ingår i släktet Margaritopsis och familjen måreväxter. Inga underarter finns listade i Catalogue of Life.